# Baptiste Sornin
Baptiste Sornin est un acteur et réalisateur français né en 1982, résidant et actif en Belgique depuis 2001,.

## Biographie
En 1988, Baptiste Sornin s'initie aux arts de la scène en intégrant la Ligue d'Impro Junior de Rochefort. De 2000 à 2001, il s'installe à Bordeaux pour y suivre une année de formation DEUG en arts du spectacle, puis une formation pré-professionnelle de comédien à la Théatrerie de Bordeaux ainsi qu'une formation de formateur de comédien à l’université Bordeaux III avec Luc Faugère.
En 2001 il s'installe à Bruxelles pour être formé à l'INSAS (l'Institut National Supérieur des Arts du Spectacle). Comédien professionnel depuis 2004, il a eu l'occasion de travailler avec des metteurs comme A. Roussel, T. Ostermeier, J. Dandoy, Selma Alaoui. Habitué du cinéma des frères Dardenne avec qui il tourne depuis 2007, il a également eu l'occasion de jouer chez Vincent Lannoo ou Catherine Corsini; et collabore régulièrement avec la jeune génération du cinéma belge: Rachel Lang, Emmanuel Marre, Xavier Seron, Meryl Fortunat-Rossi, Matthieu Donck, Rémi Allier.
Il est également membre fondateur de la compagnie Mariedl avec Selma Alaoui, Émilie Maquest et Coline Struyf.

## Filmographie

### Acteur

#### Longs métrages
- 2006 : Les Ambitieux de Catherine Corsini et C. Kahn : Laurent
- 2007 : Vampires de Vincent Lannoo : Bienvenue
- 2007 : Le Silence de Lorna des frères Dardenne
- 2008 : Menteur de Tom Geens
- 2011 : Le Gamin au vélo des frères Dardenne : Éducateur
- 2013 : Deux Jours, une nuit des frères Dardenne : Monsieur Dumont
- 2014 : Baden Baden de Rachel Lang : Gendarme
- 2014 : Je me tue à le dire de Xavier Seron
- 2015 : Sonar de Jean-Philippe Martin : Thomas
- 2015 : La Fille inconnue des frères Dardenne : Éducateur
- 2015 : Pericle il nero de Stefano Mordini
- 2018 : Le Jeune Ahmed des frères Dardenne
- 2018 : Ma famille et le loup de Adrià Garcia : Orlando
- 2019 : Les Apparences de Marc Fitoussi : Bruno
- 2019 : Sans Soleil de Banu Areski
- 2019 : Losers Revolution de Thomas Ancora et Grégory Beghin : Fred
- 2020 : Habib, la grande aventure de Benoît Mariage
- 2022 : Tori et Lokita de Jean-Pierre et Luc Dardenne
- 2022 : Le Parfum vert de Nicolas Pariser
- 2024 : Un silence de Joachim Lafosse

#### Courts métrages
- 2010 : Walking ghost phase de Bruno Tracq
- 2014 : Avant terme, segment 2 - Emmanuel Marre et A. Russbach
- 2014 : Avant terme, segment 1 : Les tubes de Mathieu Donck et Xavier Serron
- 2017 : Dispersion de Nikita Trocki
- 2017 : Léclipe de Xavier Seron et Meryl Fortunat-Rossi
- 2017 : Eastpack de Jean-Benoit Ugeux
- 2019 : Le canapé de Baptiste Sornin et Karim Barras
- 2021 : Deux fois mon frère de Mickey Broothaerts
- 2022 : La piscine de Baptiste Sornin et Karim Barras

#### Télévision
- 2003-2004 : Classe d'acteurs de J-P. Devillers
- 2004 : Trois pères à la maison de Stéphane Kappes
- 2006-2008 : Video-club de J. Jurion
- 2009 : Facteur chance de Julien Seri
- 2014 : Au Service de la France (Saison 1) d'Alexandre Courtès - Série ARTE
- 2016 : Au Service de la France (Saison 2) d'Alexis Charrier - Série ARTE
- 2017 : Unité 42 de I. Siera - Série RTBF
- 2017 : La Trêve (Saison 2) de Matthieu Donck - Série RTBF
- 2018 : Papa ou Maman (série télévisée)
- 2020 : Les Aventures du jeune Voltaire d'Alain Tasma
- 2023 : 1985 (série télévisée)

#### Web Série
- 2021 : Les Frangines de Laurent Dryon

#### Clips
- 2017 : Beefteack (Forever Pavot) de E. Sornin
- 2017 : Favorite bastard de Rémi Allier
- 2019 : Les voix intérieures de Rémi Allier

### Réalisateur

#### Courts métrages
- 2005 : Vidéo-club (Saison 1 & 2) de Baptiste Sornin
- 2008 : Vacances de Baptiste Sornin
- 2013 : La Piscine de Baptiste Sornin
- 2019 : Le Canapé de Baptiste Sornin et Karim Barras

## Doublage
- 2023 : The Winter King : Sansum (Andrew Gower)
- 2023 : Almost Paradise (en) : Pr Louis (Brian Sy) (saison 2, épisode 1)

## Théâtre

### Comédien
- 2005 : Hamlet (William Shakespeare) mis en scène par A. Roussel
- 2005 : POP ? mis en scène par A. Roussel
- 2007 : États d'urgence mis en scène par T. Ostermeier
- 2007 : Anticlimax (W. Schwab) mis en scène par Selma Alaoui
- 2008 : Game Over  mis en scène par J. Dandoy
- 2009 : Mars (F. Zorn) mis en scène par D. Laujol
- 2009 : Songe d'une nuit d'été (W. Shakespeare) mis en scène par V. Sornaga
- 2011 : I Would prefer not to, mis en scène par Selma Alaoui
- 2011 : De la nécessité des grenouilles (V. Thirion) mis en scène par S. Betz
- 2012 : Britannicus (J. Racine) mis en scène par F. Delrue
- 2013 : Hamlet (William Shakespeare) mis en scène par M. Dezoteux
- 2014 : Le Dragon d'or (R. Schimmelpfennig) mis en scène par S. Betz
- 2014 : Inuit (J. Debefve et J. Annen) mis en scène par J. Annen
- 2015 : Mars ( F. Zorn) mis en scène par D. Laujol
- 2015 : Le Réserviste (A.Depryck ) mis en scène par A. Laubin - Théâtre de la Vie, Bruxelles et présenté au Festival d'Avignon 2015
- 2015 : Kapital (d'après Thomas Piketty) mis en scène par I. Buljan
- 2016 : Jean-Marie Bigard (Baptiste Sornin) mis en scène par Karim Barras
- 2018 : LF Céline/Fragmentation 1 (D'après Louis-Ferdinand Céline) mis en scène par D. de Dobbeller
- 2018 : La Reine Lear (T. Lanoye) mis en scène par C. Sermet
- 2019 : Macbeth (William Shakespeare) mis en scène par M. Dezoteux

### Mise en scène
- La Salade écrit et mise en scène par Baptiste Sornin - Théâtre Varia, Bruxelles. Théâtre de Liège.

## Distinctions
- Magritte du meilleur espoir masculin 2017 : Nomination[6]